# Roy Bäckbom
Roy Bäckbom, född 3 augusti 1933 i Markaryd, död 23 oktober 2024 i Torsby, var en svensk illustratör och bildkonstnär. Han utbildade sig på Konstfackskolan i Stockholm verkade framför allt som illustratör i Prismas uppslagsverk 1974-97, läromedel vid flera förlag och tidningar. Roy deltog i samlingsutställningar såsom Unga tecknare på Nationalmuseum, Stockholmssalongen på Liljevalchs, Gävle museum, Konstsommar i Uppsala, Tecknarmässa på Kulturhuset i Stockholm, Värmländsk tecknarfestival 2013, Porträtt i konsten Hagfors Konstförening 2014, Höstsalongen 2014 - 2015 Värmlandsmuseum.
Han är representerad i Moderna Museet och Nationalmuseum i Stockholm, Stockholm stad, Uppsala, Gävle, Karlstad och Torsby kommuner.